# O Mundo Antes do Dilúvio
O Mundo Antes do Dilúvio (em inglês: The World Before the Flood) é uma pintura a óleo sobre tela, de grande dimensão, do artista inglês William Etty, exibida pela primeira vez em 1828, e actualmente exposta no Southampton City Art Gallery. A pintura ilustra uma cena de Paradise Lost de John Milton, na qual, por entre um conjunto de visões do futuro mostrados a Adão, ele vê o mundo imediatamente antes do Dilúvio. A pintura representa as fases do namoro tal como descritas por Milton; um grupo de homens escolhe mulheres de um grupo de dançarinas, retiram a que seleccionaram desse grupo e partem para uma vida de casados. Atrás do grupo de homens, aproxima-se uma tempestade, um símbolo de destruição que está prestes a desabar sobre os dançarinos e os amantes.
Quando foi apresentada pela primeira vez em 1828 na Exibição de Verão da Academia Real, a pintura atraiu multidões e dividiu os críticos de arte. Alguns elogiaram a obra, apontando-a como uma das melhores peças de arte do país. Outros criticaram-na negativamente pela sua falta de gosto, rudeza, natureza ofensiva e mal executada.
A pintura foi comprada na Exibição de Verão pelo marquês de Stafford,  o que muito agradou a Etty. Foi vendida em 1908, muito tempo depois de Etty ter ficado fora de moda, por um valor muito inferior, e de novo vendida em 1937, com nova perda de valor, à Southampton City Art Gallery, onde se encontra. Um outro trabalho de Etty, vendido com a designação de A Bacchanalian Scene (Uma Cena de Bacanal) em 1830 e mais tarde renomeada Landscape with Figures (Paisagem com Figuras), foi identificada, em 1953, como um trabalho preliminar em óleo da O Mundo Antes do Dilúvio, sendo adquirido pela York Art Gallery. As duas pinturas foram exibidas em conjunto na grande retrospectiva dos trabalhos de Etty em 2011–12.